# Born Pink
Born Pink è il secondo album in studio del girl group sudcoreano Blackpink, pubblicato il 16 settembre 2022 dalla YG e Interscope.

## Antefatti e produzione
Dopo l'uscita del loro precedente album in studio The Album, le Blackpink hanno iniziato a lavorare ad un nuovo disco con scrittori e produttori tra cui Teddy e R. Tee.
Il 7 marzo 2022, Jennie è apparsa nel programma The Game Caterers in un episodio dove erano presenti tutti gli artisti della YG, rivelando che le Blackpink stavano lavorando al loro nuovo album in studio: "Anche le Blackpink torneranno presto, non so se posso dirlo, ma dato che sono l'unico membro delle Blackpink qui, lo dirò semplicemente, per favore, aspettatelo con ansia". In un'intervista per Rolling Stone pubblicata il 23 maggio 2022, le Blackpink hanno dichiarato che «stanno lavorando duramente sulla preparazione dell'album e che erano pronte a tornare nel vivo delle cose». L'album è stato principalmente registrato presso lo studio della Black Label a Seul.
Il 7 settembre successivo il gruppo ha reso pubblica la tracklist dell'album, composta da 8 tracce. Inoltre sia Jisoo che Rosé hanno partecipato alla scrittura di Yeah Yeah Yeah.

## Scrittura e registrazione
«Come sempre, lavorare con i membri è stato divertente. Dall'inizio del concept meeting fino all'ultimo momento della registrazione, nuove idee si riversavano continuamente. Esaminando i pensieri e i sentimenti l'uno dell'altro in modo più dettagliato, siamo stati in grado di far emergere qualcosa di profondo dentro. Ci siamo scambiati feedback e ci siamo rese conto che noi quattro brilliamo di più quando siamo insieme. Soprattutto, è stato rassicurante e divertente lavorare con i produttori della YG che ci conoscono bene. Sono molto soddisfatta perché sembra pieno di opere nate dalla condivisione di sinergie musicali.»

— Jennie ripensando alla registrazione di Born Pink
In un'intervista con Newsen Rosé ha dichiarato che «se l'album si concentrasse esclusivamente sulla musica, questo album avrebbe cercato di esprimere l'essenza delle Blackpink come il titolo Born Pink, dove continuiamo a provare cose nuove mantenendo la nostra identità originale», aggiungendo che «sulla base del suono hip-hop in tutto l'album, sono stati combinati vari generi, concentrandosi sull'espressione del colore chiaro delle Blackpink. Sono orgogliosa di creare musica che non abbiamo mai fatto prima». L'etichetta ha inoltre spiegato che l'album il titolo dell'album «ritrae la fiducia e l'autostima delle Blackpink per essere nati diversi» e che l'album è all'altezza della reputazione del gruppo e della «presenza senza rivali».
In una conferenza stampa online a Seul per l'uscita di Pink Venom, Jennie ha spiegato come il singolo è stato scelto per rappresentare l'identità delle Blackpink dicendo che «dato che il titolo del nostro album è Born Pink, volevamo trasmettere la nostra identità nella canzone tanto quanto potrebbe. Dato che 'rosa' e 'venom' hanno immagini contraddittorie, abbiamo pensato che ci ricordassero un po'». Durante la trasmissione in live streaming del gruppo per il disco, Lisa ha condiviso la prima impressione del gruppo di Shut Down e come l'hanno scelto come secondo singolo dell'album, affermando che «abbiamo ascoltato la versione demo di Shut Down in studio, e quando l'abbiamo ascoltata per la prima volta, ci siamo scambiati gli sguardi e sapevamo che questa doveva essere la traccia principale. Ero in grado di abbozzare come avremmo eseguito questa canzone». Ha anche rivelato che la traccia è «distintamente Blackpink» ed è qualcosa che la band può esprimere bene.
In un articolo di Variety, diversi cantautori il cui lavoro è stato presentato sull'album hanno discusso le storie dietro i loro contributi al disco. La scrittrice di Typa Girl, Bekuh Boom ha rivelato di aver scritto la demo della canzone nel 2021 nello studio della Black Label e che inizialmente «aveva pensato che Lisa avrebbe potuto usarla per il suo prossimo singolo da solista». L'ha inoltre descritta come una «canzone per dare potere alle donne». Il cantautore e produttore statunitense Freddy Wexler ha concepito Hard to Love durante una jam session con i suoi amici. Ha inviato la demo a Teddy nel giugno 2022 ed è stato videochiamato da lui, Lisa e Rosé il giorno successivo. Ha descritto la canzone come «un processo estremamente organico e veloce». Nel corso del mese successivo, ha chiamato tramite FaceTime Park e il gruppo, che hanno suggerito dei cambiamenti al brano.
Gli autori di Tally hanno discusso la storia dietro la traccia dicendo che «il giudizio è qualcosa in cui molte donne si imbattono. Questi testi hanno un grande impatto venendo dalle Blackpink». La canzone è stata ispirata dalla co-autrice Soraya LaPread, che ha sollevato l'argomento in una sessione con il duo di produzione Saltwives. Durante l'intervista con Rolling Stone, LaPread ha confessato di aver lavorato alla canzone anni fa e di averla dimenticata. La produttrice ha poi rivelato di essersi ricordata della canzone solo dopo che il cantautore australiano Nat Dunn ha mostrato interesse per la traccia e si è offerto di acquistarla. Suonò il demo per Brian Lee a Londra e più tardi lo inviò a Teddy Park, che aveva selezionato con cura ogni canzone dell'album del quartetto. Prima della sua uscita, il processo di registrazione di Ready for Love è stato mostrato nel documentario di Netflix, Blackpink: Light Up the Sky nell'ottobre 2020, poiché era stato tagliato dalla tracklist finale dell'album.
Il produttore discografico Ryan Tedder, che ha lavorato l'ultima volta con il gruppo per il loro primo album in studio, ha confermato in un'intervista con Good Morning America di aver scritto canzoni con i membri Jennie e Rosé. Descrivendo il processo, Tedder ha detto che è stato in gran parte il lavoro delle Blackpink con il suo supporto e contributo. Nonostante abbia lavorato su diverse canzoni, nessuna di loro è stata inclusa nella tracklist finale dell'album, tuttavia, una delle tracce, The Girls, è stata successivamente pubblicata come colonna sonora ufficiale di Blackpink: The Game il 23 agosto 2023.

## Composizione

### Musica e testi
L'album presenta generi come hip hop, pop, disco, ballata, alt-pop, pop rock, arena rock, punk rock, EDM, bubblegum pop e intermezzi classici, e tre delle tracce dell'album sono etichettate come esplicite. In qualità di direttori creativi, le Blackpink hanno lavorato con molti produttori, tra cui Teddy Sinclair, Willy Sinclair, Bekuh Boom, R. Tee, Kush e Teddy. La prima metà dell'album contiene testi che mostrano l'aspetto «estremamente fiducioso» e «intoccabile» del gruppo, mentre la seconda metà rivela le insicurezze nelle ballate «emotivamente cariche».

## Promozione

### Singoli e esibizioni dal vivo
Le Blackpink hanno pubblicato il primo singolo Pink Venom il 19 agosto, che hanno eseguito agli MTV Video Music Awards del 2022, rendendole il primo gruppo K-pop femminile nella storia a cantare alla premiazione. Il video musicale del brano ha raggiunto 90,4 milioni di visualizzazioni in 24 ore, superando il precedente record detenuto dalla loro stessa canzone How You Like That per il video più visto da un'artista femminile in un solo giorno. Shut Down è stato inviato alle radio italiane il 7 ottobre 2022 come secondo estratto dall'album. Tutti e due i singoli hanno raggiunto il picco tra i primi venticinque della Billboard Hot 100 statunitense e hanno raggiunto la vetta della classifica Billboard Global 200.
Il 16 settembre, il gruppo ha tenuto una trasmissione in live streaming sul canale YouTube ufficiale del gruppo un'ora prima dell'uscita del disco. Durante la trasmissione, tenutasi su un grande palco in linea con il concept del secondo singolo Shut Down, i membri hanno rivelato una serie di storie dietro le quinte delle riprese del video musicale, discutono delle loro attività future e presentano le nuove canzoni. Lo stesso giorno, il gruppo è stato intervistato dalle stazioni radio statunitensi Sirius XM e 102.7 KIIS FM come parte delle promozioni sia per Shut Down che per l'album. Il 19 settembre, hanno eseguito il singolo dal vivo per la prima volta al Jimmy Kimmel Live!. Dal 16 al 18 settembre, Spotify ha tenuto un evento chiamato Born Pink: The Pop-Up Experience a Los Angeles per celebrare l'uscita del nuovo album, dove i partecipanti hanno avuto l'opportunità di godere di momenti fotografici selezionati dai membri, acquistare esclusivi i prodotti delle Blackpink direttamente in negozio. Il 2 dicembre successivo, le Blackpink hanno reso pubblico il primo episodio di Born Pink Memories, un reality show su YouTube che mostra il processo dietro le quinte dell'album e le sue promozioni.

### Tour
Il 6 luglio 2022, la YG Entertainment ha confermato che le Blackpink avrebbero intrapreso il più grande tour mondiale di un gruppo femminile K-pop nella storia. L'8 agosto, il quartetto ha annunciato le prime 36 date del tour tra ottobre 2022 e giugno 2023 in Asia, America del Nord, Europa e Oceania. Il tour è iniziato il 15 ottobre 2022 alla Olympic Gymnastics Arena di Seul, anche nota come KSPO Dome.

## Accoglienza
| Recensione       | Giudizio |
| ---------------- | -------- |
| AllMusic         |          |
| Clash            | 7/10     |
| Evening Standard |          |
| Sputnikmusic     |          |

Born Pink ha ottenuto recensioni perlopiù positive da parte dei critici musicali. Su Metacritic, sito che assegna un punteggio normalizzato su 100 in base a critiche selezionate, l'album ha ottenuto un punteggio medio di 70 basato su nove recensioni.

## Tracce
1. Pink Venom – 3:06 (Teddy, Danny Chung, 24, R. Tee, Ido)
2. Shut Down – 2:55 (Teddy, Danny Chung, Vince)
3. Typa Girl – 2:59 (Bekuh Boom, Dominsuk)
4. Yeah Yeah Yeah – 2:58 (VVN, Kush, Jisoo, Rosé, R. Tee, Ido)
5. Rosé – Hard to Love – 2:42 (Freddy Wexler, Bianca "Blush" Atterberry, Max Wolfgang, Teddy, 24, R. Tee)
6. The Happiest Girl – 3:42 (Teddy Sinclair, Willy Sinclair, Paro, 24)
7. Tally – 3:04 (Nat Dunn, David Phelan, Alex Oriet, Brian Lee, Soraya LaPread, 24)
8. Ready for Love – 3:04 (Teddy, VVN, 24, Kush, Bekuh Boom)

## Formazione
Musicisti
- Blackpink – voci (eccetto traccia 5, cantata solo da Rosé)
- 24 – arrangiamento (tracce 1, 2, 5-8)
- R. Tee – arrangiamento (tracce 1, 4 e 5)
- Ido – arrangiamento (tracce 1, 4 e 5)
- Dominsuk – arrangiamento (traccia 3)
- Nohc – arrangiamento (traccia 6)

Produzione
- Teddy – produzione
- 24 – produzione (traccia 6), missaggio (traccia 1)
- R. Tee – missaggio (traccia 1)
- Ido – missaggio (traccia 1)
- Freddy Wexler – produzione (traccia 5)
- Nohc – produzione (traccia 6)
- Paro – produzione (traccia 6)
- Josh Gudwin – ingegneria al missaggio (tracce 2-5, 7-8)

## Successo commerciale
Il 18 agosto 2022 il disco ha superato 1,5 milioni di preordini in sei giorni, seguito poi da un annuncio che informava che l'album aveva venduto oltre 2 milioni di copie in preordini il 25 agosto 2022, rendendolo il primo album di un gruppo femminile K-pop a raggiungere questo traguardo. Born Pink che si è classificato al numero uno nella graduatoria nazionale con 2 141 281 copie vendute in meno di due giorni di tracciamento ed è diventato il primo album di un gruppo femminile K-pop a vendere oltre due milioni di copie.
Nel Regno Unito, l'album ha debuttato al numero uno della Official Albums Chart, diventando il primo album di un gruppo femminile K-pop a raggiungere la vetta nella classifica. Negli Stati Uniti, l'album ha debuttato al numero uno della Billboard 200, diventando il primo album di un gruppo femminile K-pop a raggiungere la vetta nella classifica e il primo album di un gruppo femminile a raggiungere tale posizione nella classifica, sin dall'uscita dell'album Welcome to the Dollhouse delle Danity Kane nel 2008.

## Classifiche

### Classifiche settimanali
| Classifica (2022) | Posizione massima |
| ----------------- | ----------------- |
| Australia         | 2                 |
| Austria           | 6                 |
| Belgio (Fiandre)  | 3                 |
| Belgio (Vallonia) | 7                 |
| Canada            | 1                 |
| Corea del Sud     | 1                 |
| Croazia           | 1                 |
| Danimarca         | 8                 |
| Finlandia         | 3                 |
| Francia           | 3                 |
| Germania          | 3                 |
| Giappone          | 4                 |
| Grecia            | 12                |
| Irlanda           | 13                |
| Islanda           | 16                |
| Italia            | 19                |
| Lituania          | 3                 |
| Norvegia          | 6                 |
| Nuova Zelanda     | 2                 |
| Paesi Bassi       | 7                 |
| Polonia           | 3                 |
| Portogallo        | 1                 |
| Regno Unito       | 1                 |
| Spagna            | 9                 |
| Stati Uniti       | 1                 |
| Svezia            | 8                 |
| Svizzera          | 7                 |
| Ungheria          | 6                 |

### Classifiche di fine anno
| Classifica (2022) | Posizione |
| ----------------- | --------- |
| Corea del Sud     | 4         |
| Francia           | 137       |
| Germania          | 93        |
| Classifica (2023) | Posizione |
| Portogallo        | 62        |
| Ungheria          | 71        |

## Date di pubblicazione
| Paese         | Data di pubblicazione | Formato                          | Etichetta               | Note   |
| ------------- | --------------------- | -------------------------------- | ----------------------- | ------ |
| Mondo         | 16 settembre 2022     | CD, download digitale, streaming | YG, Interscope          | [ 66 ] |
| Corea del Sud | 16 settembre 2022     | Kit                              | YG                      | [ 67 ] |
| Francia       | 16 settembre 2022     | MC                               | YG, Interscope          |        |
| Germania      | 16 settembre 2022     | MC                               |                         |        |
| Spagna        | 16 settembre 2022     | MC                               |                         |        |
| Regno Unito   | 16 settembre 2022     | MC                               | YG, Interscope, Polydor | [ 68 ] |
| Giappone      | 21 settembre 2022     | CD                               | YG, Universal Japan     | [ 69 ] |
| Corea del Sud | 30 dicembre 2022      | LP                               | YG                      | [ 70 ] |